# Miersia chilensis
Miersia chilensis är en amaryllisväxtart som beskrevs av John Lindley. Miersia chilensis ingår i släktet Miersia och familjen amaryllisväxter. Inga underarter finns listade i Catalogue of Life.

## Bildgalleri

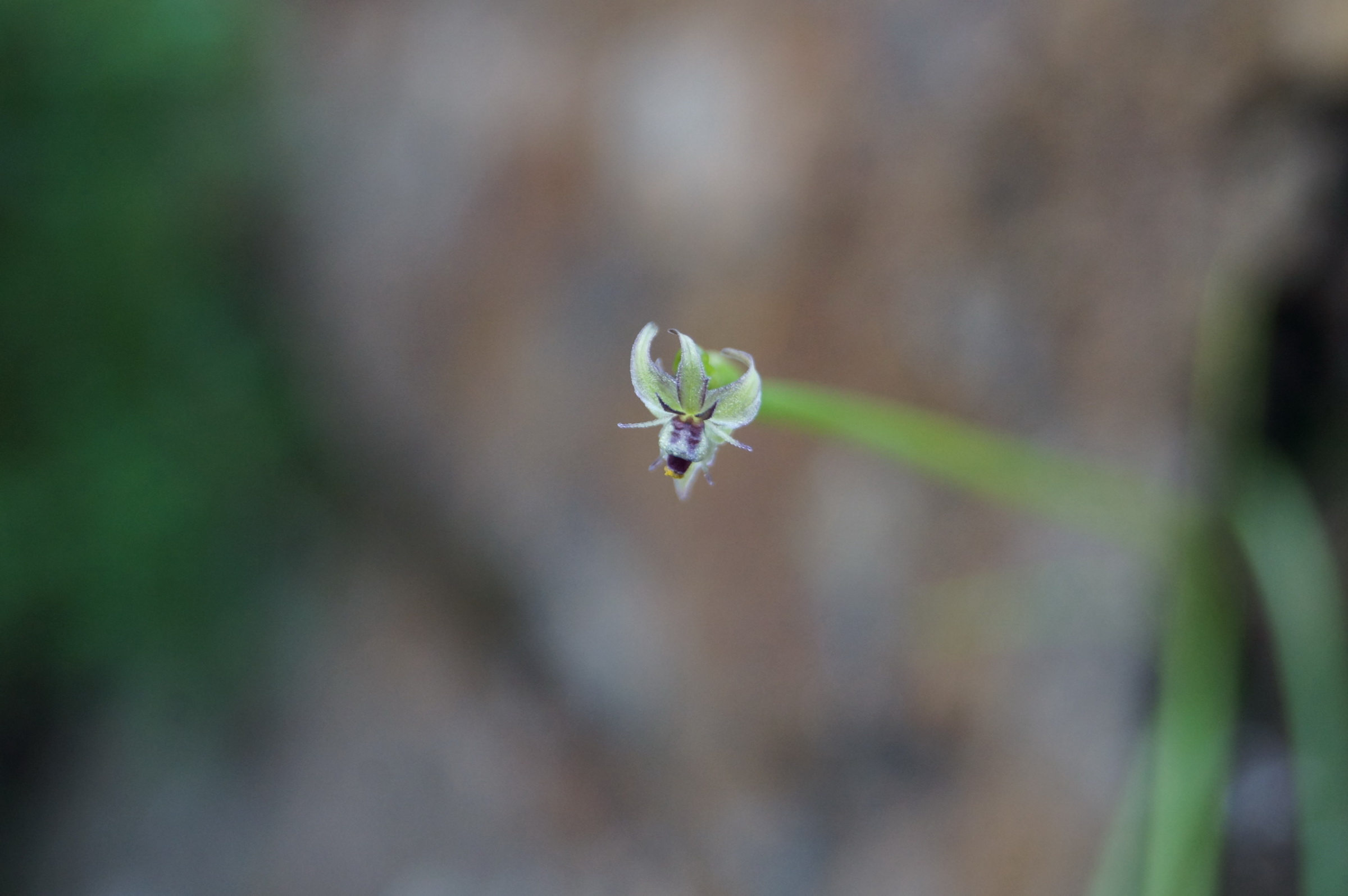